# Goran Milović
Goran Milović, né le 29 janvier 1989 à Split, est un footballeur international croate. Il évolue au poste de défenseur central au KV Ostende.

## Biographie

### En club
Il joue de nombreux matchs en Ligue Europa (tours préliminaires), principalement avec le club d'Hajduk Split.

### En équipe nationale
Il joue son premier match en équipe de Croatie le 17 novembre 2015, en amical contre la Russie (victoire 1-3 à Rostov-sur-le-Don).

## Palmarès
- Vice-champion de Croatie en 2012 avec l'Hajduk Split
- Vainqueur de la Coupe de Croatie en 2013 avec l'Hajduk Split
- Finaliste de la Supercoupe de Croatie en 2013 avec l'Hajduk Split